# Aeroporto de Afogados da Ingazeira
O Aeroporto de Afogados da Ingazeira (IATA: ***, ICAO: SNTB) é um aeroporto localizado na cidade de Afogados da Ingazeira, no estado de Pernambuco. Situado a 307 quilômetros da capital Recife.
Atende praticamente a demanda privada da região do Pajeú. Tem uma considerável importância por ficar próximo à divisa com o estado da Paraíba.

## Reforma
É um dos 9 aeroportos do estado que está incluído no PDAR - Plano de Desenvolvimento da Aviação Regional, que receberá investimentos do Governo Federal, em torno dos 220 milhões de reais. O Plano da Aviação Regional foi desenvolvido no ano de 2012, e pretende construir e/ou reformar 270 aeroportos em todo o país.
De acordo com a Secretaria de Aviação Civil, em um documento atualizado no início de junho de 2015, este aeroporto encontra-se na segunda etapa (de cinco), que é a Fase de Estudo preliminar. Ainda terá a fase do anteprojeto, da licitação e das obras, para só então inaugurar e ser aberto a aviação comercial regular. Até o final de Junho de 2017, nada aconteceu, ou seja, não houve avanços.